# Max von Laue
Max Theodor Felix von Laue, , nemški fizik, * 9. oktober 1879, Pfaffendorf pri Koblenzu, Nemčija, † 24. april 1960, Berlin, Nemčija.
Von Laue je leta 1914 prejel Nobelovo nagrado za fiziko za odkritje loma rentgenske svetlobe v kristalih. Bil je med prvimi fiziki, ki so sprejeli Eisteinovo teorijo relativnosti.
Poleg svojih znanstvenih prizadevanj s prispevki v optiko, kristalografijo, kvantno mehaniko, superprevodnost, teorijo relativnosti, je imel številne administrativne položaje, ki so izboljšali in vodili nemške znanstvene raziskave in razvoj v štirih desetletjih. Močno je nasprotoval nacizmu, kar je bilo ključnega pomena pri ponovni vzpostavitvi in organizaciji nemške znanosti po 2. svetovni vojni.

## Življenje

### Zgodnja leta
Rodil se je v Pfaffendorfu, zdaj delu Koblenza, očetu Juliusu Laueju in Minni Zerrenner. Leta 1898, ko je končal abituro v Strasbourgu, je začel svojo obvezno leto služenja vojske, po katerem je leta 1899 začel študirati matematiko, fiziko in kemijo na Univerzi v Strassburgu, Univerzi v Göttingenu in Univerzi v Münchnu (LMU). V Göttingenu je bil močno pod vplivom fizikov Woldemarja Voighta in Maxa Abrahama, ter matematika Davida Hilberta. Po le enem semestru v Münchnu, je šel leta 1902 na Univerzo v Berlinu. Tam je študiral pri Plancku, ki je vpeljal kvantno mehaniko 14. decembra 1900, ko je podal svoji znameniti knjigi pred Nemškim fizikalnim društvom (Deutsche Physikalische Gesellschaft). V Berlinu je poslušal Lummerjeva predavanja o toplotnem sevanju in interferenčni spektroskopiji, kar je vplivalo na njegovo disertacijo o interferenčnih pojavih v planparalelnih ploščah, za katero je prejel doktorat leta 1903. Po tem je med letoma 1903 in 1905 preživel v Göttingenu. Leta 1906 je končal habilitacijo z naslovom O entropiji interferirajočih valovnih snopih (Über die Entropie von interferierenden Strahlenbündeln) pod Sommerfeldovim mentorstvom na LMU.

### Kariera
Leta 1906 je postal privatni docent v Berlinu in Planckov asistent. Spoznal je tudi Einsteina in začel prispevati k sprejetju in razvoju teorije relativnosti. Do leta je bil Planckov asistent. V berlinu je raziskoval uporabo entropije sevalnih polj in termodinamični pomen koherence svetlobnega valovanja.
Med letoma je bil privatni docent na Inštitutu za teoretično fiziko pri Sommerfeldu na LMU. Med božičnimi prazniki leta 1911 in januarja 1912 je Ewald zaključeval svojo disertacijo pri Sommerfeldu. Med sprehodom v Angleškem parku v Münchnu januarja je Ewald povedal Laueju o vsebini svoje disertacije. Valovne dolžine, ki jih je obravnaval Ewald, so bile v vidnem delu spektra in s tem veliko večje kot razmik med resonatorji v njegovem kristalinskem modelu. Laue se je zdel zbegan in je želel vedeti kakšen bo učinek, če se obravnavajo veliko manjše valovne dolžine. Junija je Sommerfeld poročal Fizikalnemu društvu v Göttingenu o uspešnem uklonu rentgenskih žarokov, ki so ga izvedli Laue, Knipping in Friedrich na LMU, za kar je Laue leta 1914 prejel Nobelovo nagrado za fiziko. V Münchnu je leta 1914 je napisal prvi del knjige o relativnosti v obdobju 1910 do 1911.
Leta 1912, je Laue bil imenovan na Univerzi v Zürichu kot extraordinarius profesor fizike. Leta 1913, se je njegov oče dvignil na vrstah dedno plemstvo; Laue je potem postal 'Max von Laue'. Leta 1914 je bil Laue ponujen položaj za profesorja teoretične fizike na Univerzi v Berlinu. Max Rojen je sprva nameraval zavzeti to mesto, a je zaradi dela v vojski, ta položaj prevzel Laue.
Od 1914 do 1919, Laue je bil na Univerzi v Frankfurtu , kot ordinarius redni profesor za teoretično fiziko. Od 1916, je bil angažiran v vakuumsko cev razvoj, na Univerzi v Würzburgu, za uporabo v vojaške telefonijo in brezžično komunikacijo.
1919, Laue je bil imenovan na Univerzi v Berlinu kot ordinarius redni profesor za teoretično fiziko, položaju je ostal do leta 1943, ko je bila razglašena zaslužni, z njegovim soglasjem in eno leto pred obvezno upokojitveno starost. Na univerzi se je leta 1919, druga izstopajoča, je bilo Walther Nernst, Fritz Haber, in James Franck. Laue, kot eden od organizatorjev tedensko Berlin Fizika Kolokvij, po navadi je sedela v prvi vrsti z Nernst in Einstein, ki bi prišel iz Kaiser-Wilhelm-Institut für Physik v Berlinu-Dahlem, kjer je bil direktor. Med Laue opaznih študentov na univerzi je bilo Leó Szilárd, Fritz London, Max Kohler, in Erna Weber. Leta 1921 je izdal drugi zvezek svojih knjigo o relativnosti.
Kot svetovalec za Physikalisch-Technische Reichsanstalt (PTR), Laue izpolnjeni Walther Meissner , ki je bil tam delajo na superconductivity. Meissner je odkril, da je šibko magnetno polje razpade hitro, da nič v notranjost superconductor, ki je znan kot Meissner učinek. Laue pokazala, leta 1932, da prag uporabljajo magnetno polje, ki uničuje superconductivity se spreminja z obliko telesa. Laue objavljeni skupno 12 članki in knjige o superconductivity. Eden od dokumentov je bil soavtor z Fritz Londonu in njegov brat Heinz. Meissner objavil življenjepis na Laue leta 1960.
Na Kaiser-Wilhelm Gesellschaft zur Förderung der Wissenschaften (Danes: Max-Planck Gesellschaft zur Förderung der Wissenschaften) je bila ustanovljena leta 1911. Njen namen je bil spodbujanje znanosti za ustanavljanje in ohranjanje raziskovalnih inštitutov. Eden takih inštitut je bil Kaiser-Wilhelm-Institut für Physik (KWIP) ustanovljena v Berlinu-Dahlem leta 1914, z Einstein kot direktor. Laue je bil upravitelj, inštituta iz leta 1917 in 1922 je bil imenovan za namestnika generalnega direktorja, nakar Laue prevzel upravnih nalog iz Einstein. Einstein je bil, ki potujejo v tujino, ko je Adolf Hitler postal Kancler v januarju 1933, in Einstein ni vrnila v Nemčijo. Laue nato postal vršilec direktorja KWIP, položaju je ostal do 1946 ali 1948, razen za obdobje 1935 do 1939, ko je Peter Debye bil direktor. Leta 1943, da bi se izognili žrtev osebja, KWIP preselil v Hechingen. To je bil na Hechingen, da Laue napisal knjigo o zgodovini fizike Geschichte der Physik, ki se je sčasoma prevedena v sedem drugih jezikih.

#### Nasprotovanje nacizmu
Laue nasprotju Nacionalnega Socializma na splošno in njihovo Deutsche Physik zlasti nekdanje preganjali Jude, na splošno, in ta, med drugim, odložil einsteinova teorija relativnosti, kot Judovski fizike. Laue in njegov tesen prijatelj Otto Hahn skrivaj pomagala znanstveni sodelavci preganjali z Nacionalno Socialistične politike, da se odselili iz Nemčije. Laue tudi odkrito nasprotovali politike. Naslov 18. septembra 1933 ob odprtju fizika konvencije v Würzburgu, nasprotovanje Johannes Stark, osmrtnica opomba o Fritz Haber leta 1934, in udeležba na žalno slovesnost za Haber so primeri, ki jasno ponazarjajo Laue je pogumno, odprite opozicije:
- Laue, kot predsednik , Deutsche Physikalische Gesellschaft, dal odpiranje naslov, na 1933 fizika konvencije. V njem je v primerjavi preganjanju Galileo in zatiranja svojih znanstvenih pogledov na Sončni teorija Kopernik , nato konfliktov in preganjanja nad teorija relativnosti, ki jih zagovorniki Deutsche Physik, proti delo Einstein, z oznako "Judovske fizike."
- Johannes Stark, ki je prejela Nobelovo Nagrado za Fiziko leta 1919, želela postati Führer nemškega fizika in bil predlagatelja z dne Deutsche Physik. Proti soglasen nasvet za tiste, ki se posvetovali, Stark je bil imenovan za Predsednika PTR Maja 1933. Vendar, Laue uspešno blokirali Stark je redno članstvo v Pruski Akademije Znanosti.
- Haber prejel Nobelovo Nagrado za Kemijo leta 1918. Kljub temu in njegovi številni drugi prispevki v Nemčijo, je bil prisiljen, da se odselili iz Nemčije kot posledica Prava za Obnovo Strokovne javne Službe, ki odstrani Judje iz njihovih delovnih mest. Laue je osmrtnica opomba[20] hvalili Haber in primerjavo njegovo prisilno izseljevanje, da izgonu iz Themistocles iz Aten je bil neposreden affront, da politike Nacionalnega Socializma.
- V zvezi z Haber, Max Planck, Otto Hahn in Laue organiziran v spomin dogodek, ki je potekala v Berlinu-Dahlem 29. januarja 1935, prvo obletnico Haber je smrt – udeležba na dogodku s profesorji v javni upravi je bilo izrecno prepovedano, določi vlada. Medtem ko je veliko znanstveno in tehnično osebje, ki so bili predstavljeni na spominski s svojimi ženami, Laue in Wolfgang Heubner so bili le dve profesorjev, da se udeležijo.[21][22] To je še en jasen prikaz Laue je, da nasprotuje Nacionalni Socializem. Datum prvo obletnico Haber je bila smrt tudi en dan pred drugo obletnico Nacionalni Socializem prevzema oblasti v Nemčiji, s čimer še povečuje affront podana z organizacijo dogodka.

Govor in osmrtnica opomba prislužil Laue vlada opomini. Poleg tega je v odgovor na Laue blokiranje Stark je redno članstvo v Pruski Akademija Znanosti, Stark, decembra 1933, je Laue sacked iz svojega položaja kot svetovalec PTR, ki Laue je potekala od leta 1925. V poglavjih 4 in 5, v Welker je Nacistična Znanosti: Mit, Resnica in Atomsko Bombo, predstavi bolj podrobno račun boja za Laue in Planck proti Nacistični prevzem Pruski Akademije Znanosti.

#### Skrita Nobelova nagrada
Ko Nacistične Nemčije, ki so vdrli na Danskem v drugi Svetovni Vojni, madžarski kemik George de Hevesy razpustil Nobelovo Nagrado zlata medalje Laue in James Franck v aqua regia za preprečevanje Nacisti iz odkrivanje njih. V času, pa je bilo nezakonito, da sprejme zlata iz države, in če je bilo ugotovljeno, da Laue je storil, da bi bil lahko s katerimi se soočajo tožilstvo v Nemčiji. Hevesy postavi, ki izhajajo rešitev na polico v svojem laboratoriju na Niels Bohr Inštitut. Po vojni se je vrnil, da bi našli rešitev za nemoteno in obori zlato iz kislina. Nobelovo Družbe, nato re-cast Nobelovo Nagrado zlate medalje, z uporabo prvotnega zlato.

#### Povojna leta
23. April 1945, francoska vojska je začel Hechingen, je sledila naslednji dan s kontingent Delovanje Alsos – operacija, da razišče nemške jedrske energije, truda, izkoristiti opreme, in prepreči nemški znanstveniki od bitje ujeli Rusi. Znanstveni svetovalec za upravljanje je bil nizozemsko-Ameriški fizik Samuel Goudsmit, ki je okrašen z jeklena čelada, ki se je pojavil na Laue dom. Laue je bila sprejeta v hrambo in jih Huntingdon, Anglija, in interned na Kmetiji Dvorani, z drugimi znanstveniki mislili, da se vključijo v dejavnosti na področju jedrskih raziskav in razvoja.
Medtem ko so zaprti, Laue je bil opomnik za druge zapornike, da se je dalo preživeti Nacistične vladavine brez "ogrožena"; to mu odtujene od drugih pridržan. v Času njegovega prestajanje zaporne kazni, Laue napisal knjigo o absorpcija rentgenskih žarkov v okviru motnje pogoje, in je bila kasneje objavljena v Acta Crystallographica. Na 2. oktobra 1945, Laue, Otto Hahnin Werner Heisenberg, so bili sprejeti, da se srečajo s Henry Hallett Dale, predsednik Kraljeve Družbe, in drugi člani Družbe. Tam, Laue je bil povabil, da se udeležijo 9. novembra 1945 Kraljeve Družbe srečanje v spomin na nemški fizik Wilhelm Conrad Röntgen, ki je odkril X-žarki; dovoljenje je bilo, vendar ne bo dobil iz vojaške oblasti pridržanje von Laue.
Laue je vrnil v Nemčiji v začetku leta 1946. Vrnil se je bitje, ki deluje direktor KWIP, ki je bil prestavljen v Göttingenu. Prav tako je bil leta 1946, da Kaiser-Wilhelm Podjetje preimenovalo Max-Planck Gesellschaft, in, prav tako, Kaiser-Wilhelm-Institut für Physik postal Max-Planck-Institut für Physik. Laue tudi postal izredni profesor na Univerzi v Göttingenu. Poleg tega, da njegovo upravno in poučevanja odgovornosti, Laue napisal knjigo o superconductivity, Theorie der Supraleitung, in revidirane njegove knjige na elektronov difrakcijske, Materiewellen und ihre Interferenzen, in prvi zvezek svojih dveh obsega knjigo o relativnosti.
Julija 1946, Laue šel nazaj v Anglijo, le štiri mesece po tem, ko je bil interned je, da se udeležijo mednarodne konference o crystallography. To je bilo posebno čast, saj je bil edina nemška povabljeni. On je bil podaljšan veliko courtesies, ki jih je Britanski policist, ki je pospremil ga tja in nazaj, in znani angleški crystallographer kot gostiteljico; Laue je celo dovoljeno, da se sprehaja po Londonu na lastno svobodno voljo.
Po vojni je bilo veliko je potrebno storiti v ponovni vzpostavitvi in organiziranju nemških znanstvenih prizadevanj. Laue sodelovala v nekaterih ključnih vlog. Leta 1946, je dal pobudo za ustanovitev Deutsche Physikalische Gesellschaft v samo Britanska Okupacija Območja, kot Zavezniški Nadzorni Svet ne bi sprva dovolite organizacije po poklicu pas meja. Med vojno, PTR je bil razpršen; von Laue, od 1946 do 1948, delal na svoji ponovne združitve čez tri območja in njegove lokacije na novih objektov v Braunschweigu. Poleg tega, pa je na novo ime kot Physikalisch-Technische Bundesanstalt, vendar uprava je ne prevzame v Nemčiji, dokler po nastanku Zahodne Nemčije 23. Maja 1949. Circa 1948, Predsednik American Physical Society vprašal Laue za poročilo o stanju na področju fizike v Nemčiji; njegovo poročilo je bilo objavljeno leta 1949 v American Journal of Physics. Leta 1950, Laue sodelovali pri oblikovanju Verband Deutscher Physikalischer Gesellschaften, prej povezan pod Nordwestdeutsche Physikalische Gesellschaft.
Aprila 1951, Laue postal direktor Max-Planck-Institut für physikalische Chemie und Elektrochemie, položaju je ostal do leta 1959. Leta 1953, na zahtevo Laue, Inštitut preimenovala v Fritz Haber Institut für physikalische Chemie und Elektrochemie der Max-Planck Gesellschaft.
To je bila leta 1913, ki Laue oče, Julius Laue, javni uslužbenec v vojaške uprave, je bilo postavljeno v vrstah dedno plemstvo. Tako Max Laue postal Max von Laue. Laue poročen Magdalena Degen, medtem ko je bil Privatdozent na LMU. Imeli so dva otroka.
Med Laue vodja rekreacijske dejavnosti, so bili gorništvo, avtomobilizma v njegov avtomobil, motor, kolesarjenje, jadranje, jadranje in smučanje. Medtem ko ni gorski plezalec, je naredil uživajte pohodništvo na Alpskih ledenikov s svojimi prijatelji.
8. aprila 1960, medtem ko je bilo vožnje za njegov laboratorij, Laue je avto bil sklenjen v Berlinu motorist, ki je prejela svojo licenco le dva dni prej. V motorcyclist je bil ubit, in Laue je avto je bil prevrnil. Umrl je od svoje poškodbe šestnajst dni kasneje, 24. aprila. Se globoko verujoči, je prosila, da svoje epitaf če bi prebral, da je umrl trdno zaupanje v Božjo milost.

## Organizacije
- 1919: Dopisni član Pruske akademije znanosti
- 1921: Redni član Pruske akademije znanosti
- od 1921: Predsednik fizikalne komisije Notgemeinschaft der Deutschen Wissenschaft (Preimenovana v letih 1937: Deutsche Gemeinschaft zur Erhaltung und Förderun der Forschung. Po letu 1945 ni več delovala)[32]
- od 1922: član upravnega odbora Astrofizikalnega observatorija v Potsdamu
- 1925–33: svetovalec Physikalisch-Technische Reichsanstalt (Danes: Physikalisch-Technische Bundesanstalt).
- Johannes Stark in Laue sta prejela Nobelovo nagrado
- Predsednik Physikalisch-Technische Reichsanstalt
- 1931–33: Predsednik Nemškega fizikalnega združenja.
- Nacisti so ga 1933 zaradi odkritega nasprotovanja /Stark?/ odstranili iz Pruske akademije znanosti.
- Bil je član ruske akademije znanosti, Kantove družbe, Avstrijske akademiji znanosti (1960),[33] American Physical Society, Société Française de Physique in Société Française de Mineralogie et Crystallographie.
- Dopisni Član Akademije Znanosti v Göttingenu, Münchnu, Torino, Stockholm, Rim (Leta), Madrid, Accademia dei Lincei Rimu, in Kraljeve družbe v Londonu.

## Priznanja

### Nagrade
- 1914: Nobelova nagrada za fiziko
- 1932: medalja Maxa Plancka Nemškega fizikalnega društva
- 1952: vitez francoskega reda zaslug (Pour le Mérite)
- 1953: veliki križ z zvezdo Zvezne republike Nemčije
- 1957: Uradnik Legije Časti Francija[34]
- 1959: Helmholtzeva medalja Vzhodnoberlinske (Berlin-Brandenburške) akademije znanosti
- Landenburgova medalja
- Bimala–Churn–Lawova zlata medalja Indijske zveze v Kalkuti

## Izbrana dela
- Max von Laue Die Relativitätstheorie. Band 1: Die spezielle Relativitätstheorie (Friedr. Vieweg & Sohn, Braunschweig, 1911, in 1919)
- Max von Laue Das Relativitätstheorie. Erster Band. Das Relativitätsprinzip der Lorentz-preoblikovanje. Vierte vermehrte Auflage. (Friedr. Vieweg & Sohn, 1921)
- Max von Laue Die Relativitätstheorie. Zweiter Band : Die Allgemeine Relativitätstheorie Und Einsteins Lehre Von Der Schwerkraft  (Friedr. Vieweg & Sohn, Braunschweig, 1921 in 1923)
- Max von Laue Korpuskular - und Wellentheorie (Leipzig, 1933)
- Max von Laue Die Interferenzen von Röntgen - und Elektronenstrahlen. Fünf Vorträge. (Springer, 1935)
- Max von Laue Eine Ausgestaltung der Londonschen Theorie der Supraleitung (Barth, 1942)
- Max von Laue Materiewellen und ihre Interferenzen (Akadem. Verl.-Ges. Becker & Erler, 1944) (Geest und Portig, 1948)
- Max von Laue Theorie der Supraleitung (Springer, 1947 in 1949)
  - Max von Laue, prevedel Lothar Meyer in William Band Teorija Superconductivity (N.Y., 1952)
- Max von Laue Geschichte der Physik (Univ.-Verl., 1946 in 1947), (Athenäum-Verl., 1950) in (Ullstein Taschenbücher-Verl., 1959, 1966 in 1982) [Ta knjiga je bila prevedena v sedem drugih jezikih.]
  - Max von Laue, prevedel Ralph E. Oesper Zgodovina Fizika (Academic Press, 1950)
  - Max von Laue Historie De La Postavo (Lamarre, 1953)
  - Max von Laue Geschiedenis der natuurkunde ('s Gravenhage, Stols, 1950 in 1954)
- Max Planck in Max von Laue Wissenschaftliche Selbstbiographie (Barth, 1948)
- Max von Laue Röntgenstrahlinterferenzen (Akadem. Verl.-Ges., 1948)
- Max von Laue Die Relativitätstheorie. Bd. 2. Die allgemeine Relativitätstheorie (Vieweg, 1953)
- Max Planck in Max von Laue Vorlesungen über Thermodynamik (de Gruyter (Gebundene, 1954)
- Walter Friedrich, Paul Knipping in Max von Laue Interferenzerscheinungen bei Röntgenstrahlen (J. A. Barth, 1955)
- Max von Laue Die Relativitätstheorie. Bd. 1. Umrl spezielle Relativitätstheorie (Vieweg, 1955)
- Max von Laue Die Relativitätstheorie. Bd. 2. Die allgemeine Relativitätstheorie (Vieweg, 1956)
- Max von Laue Max von Laue
- Max von Laue Röntgenwellenfelder v Kristallen (Akademie-Verl., 1959)
- Max von Laue Von Laue-Festschrift. 1 (Akadem. Verl.-Ges., 1959)
- Max von Laue Von Laue-Festschrift. 2 (Akadem. Verl.-Ges., 1960)
- Max von Laue in Ernst Heinz Wagner Röntgenstrahl-Interferenzen (Akadem. Verl.-Ges., 1960)
- Max von Laue in Friedrich Beck Die Relativitätstheorie. Bd. 1. Umrl spezielle Relativitätstheorie (Vieweg, 1961 in 1965)
- Max von Laue Gesammelte Schriften und Vorträge. Bd. 1 (Vieweg, 1961)
- Max von Laue Gesammelte Schriften und Vorträge. Bd. 2 (Vieweg, 1961)
- Max von Laue Gesammelte Schriften und Vorträge. Bd. 3 (Vieweg, 1961)
- Max von Laue Aufsätze und Vorträge (Vieweg, 1961 in 1962)
- Max von Laue in Friedrich Beck Die Relativitätstheorie. Bd. 2. Die allgemeine Relativitätstheorie (Vieweg, 1965)
- Max von Laue Die Relativitätstheorie II. Die allgemeine Relativitätstheorie (Vieweg Friedr. und Sohn Ver, 1982)

### Druge publikacije
- Laue, Max von (1913). »Kritische Bemerkungen zu den Deutungen der Photogramme von Friedrich und Knipping«. Physikalische Zeitschrift. Zv. 14, št. 10. str. 421–423. Prejela 1. aprila 1913, ki je objavljen v izdaji No. 10 z dne 15. Maja 1913. Kot je navedeno v Mehra, Zvezek 5, Del 2, 2001, str. 922.
- Laue, Max von (1913). »Zur Optik der Raumgitter«. Physikalische Zeitschrift. Zv. 14, št. 21. str. 1040–1041. Prejela 1. oktobra 1913, ki je objavljen v izdaji Številko 21 z dne 1. novembra 1913. Kot je navedeno v Mehra, Zvezek 5, Del 2, 2001, str. 922.
- Laue, Max von (1913). »Röntgenstrahlinterferenzen«. Physikalische Zeitschrift. Zv. 14, št. 22/23. str. 1075–1079. Predstavljena je bila 24. septembra 1913 na 85. Naturforscherversammlung, Dunaj, objavljeni na vprašanje Št. 22/23 od 15. novembra 1913. Kot je navedeno v Mehra, Zvezek 5, Del 2, 2001, str. 922.
- Laue, Max von (1913). »Zur Optik der Raumgitter«. Physikalische Zeitschrift. Zv. 14, št. 25. str. 1286–1287. Prejel 21. novembra 1913, ki je objavljen v izdaji No. 25 z dne 15. decembra 1913. Kot je navedeno v Mehra, Zvezek 5, Del 2, 2001, str. 922.
- Laue, Max von; Fritz London; Heinz London (1935). »Zur Theorie der Supraleitung«. Zeitschrift für Physik. Zv. 96, št. 5–6. str. 359–364. Bibcode:1935ZPhy...96..359L. doi:10.1007/BF01343868.